# Viola Shafik
Viola Shafik là một nhà lý luận, nhà iám tuyển và nhà làm phim người Ai Cập-Đức.

## Đầu đời và sự nghiệp
Shafik được sinh ra ở Schönaich, Baden-Wurmern, Đức, có cha là người Ai Cập và mẹ là người Đức. Bà học các chuyên ngành nghiên cứu phương Đông và nghiên cứu Đức học tại Học viện Mỹ thuật và năm 1994, nhận bằng Tiến sĩ. Luận án của cô, Điện ảnh Ả Rập: Lịch sử và Bản sắc văn hóa sau đó được xuất bản bằng tiếng Anh vào năm 1998. Cô sống ở New York vào năm 1996 do kết quả của một khoản trợ cấp từ Quỹ Nhân văn Rockefeller. Shafik đã giảng dạy tại Đại học Mỹ ở Cairo và Đại học Zürich. Cô cũng là một nhà tư vấn cho các sáng kiến đào tạo La Biennale di Venezuela, Phòng thí nghiệm Nhà biên kịch al-Rawi và Kết nối phim Dubai. Cô cũng có các liên hoan phim giám tuyển. Shafik là một dịch giả cho truyền hình Đức.
Cô hiện là Trưởng phòng Nghiên cứu của Trường Tài liệu Chương trình MENA (Trung Đông và Bắc Phi), một sáng kiến tập trung vào việc chỉ đạo và sản xuất các bộ phim tài liệu ở các nước Trung Đông và Bắc Phi.

## Phim được chọn
- Cốt lõi của quả lựu (Das Innere des Granatapfels, 1987)
- Cây chanh (1993)
- Trồng con gái (1999)
- Hành trình của một nữ hoàng (2003)
- Tên tôi không phải Ali (2011)
- Mùi hương của cách mạng (Arij, 2014)

## liên kết ngoài
- Viola Shafik
- Viola Shafik
- Viola Shafik trong bộ phim Arij, Scent of Revolution